# Iulius Valerius Polemius
Iulius Valerius Alexander Polemius (* wohl in Alexandria) war ein spätantiker Schriftsteller. Er lebte im späten dritten Jahrhundert und/oder in der ersten Hälfte des 4. Jahrhunderts und übersetzte den griechischen Alexanderroman ins Lateinische.

## Leben
Über das Leben des Valerius ist sehr wenig bekannt. Möglicherweise ist er identisch mit Flavius Polemius, Konsul des Jahres 338. Diese Annahme stützt sich auf die Übereinstimmung des Cognomens und der mutmaßlichen Lebenszeit; sie ist in der Forschung umstritten. Wahrscheinlich stammte er aus Alexandria in Ägypten oder lebte zumindest dort; das Griechische war seine Muttersprache, doch verfügte er auch über vorzügliche Lateinkenntnisse. Er führte den Titel vir clarissimus, gehörte also dem Senatorenstand an, und war kein Christ, sondern trat für die alten Kulte ein.

## Werk
Valerius übersetzte den griechischen Alexanderroman des Pseudo-Kallisthenes, den er für ein Werk Äsops hielt, ins Lateinische. Seine Übersetzung trägt den Titel Res gestae Alexandri Macedonis („Taten des Makedonen Alexander“). Sie muss spätestens in den frühen vierziger Jahren des 4. Jahrhunderts entstanden sein, da sie bereits für das Itinerarium Alexandri benutzt wurde, das anlässlich des Perserfeldzuges des römischen Kaisers Constantius II. (337–361) verfasst wurde (und hypothetisch Valerius zugeschrieben wird). Wahrscheinlich ist die Übersetzung des Alexanderromans vor 330 entstanden, da Valerius in seiner Liste der größten Städte das damals neu gegründete Konstantinopel nicht anführt. Ein Gegenargument geht davon aus, dass das Werk Constantius II. gewidmet und somit nicht vor 337 zu datieren sei, doch ist der Beleg für diese Annahme, der aus dem 17. Jahrhundert stammt, sehr zweifelhaft; vermutlich handelt es sich um ein Missverständnis.
Valerius übersetzte frei und änderte Details; er nahm rund 600 Erweiterungen und Textänderungen und rund 60 Auslassungen vor. Da er Alexander als idealen Herrscher darstellen wollte, ließ er Angaben seiner griechischen Vorlage weg, die den Makedonenkönig in ungünstigem Licht erscheinen lassen. Auch Informationen über Verhaltensweisen, die aus Valerius’ Sicht in religiöser Hinsicht anstößig waren, verschwieg er. Seine Änderungen lassen auf bestimmte Überzeugungen bei ihm schließen; so war er offenbar der Meinung, dass das menschliche Schicksal vorherbestimmt sei (Fatalismus). Die Vergottung lebender Menschen lehnte er als barbarisch ab. Er gliederte sein Werk in drei Bücher, welche die Titel Ortus, Actus und Obitus (Geburt, Taten, Tod) trugen.
Die Rezeption der vollständigen Fassung der Übersetzung des Valerius fiel relativ gering aus (lediglich drei vollständige Handschriften sind überliefert). Viel Beachtung fand jedoch im Mittelalter eine Kurzfassung (Epitome). Sie trug erheblich zur Verbreitung der Alexanderlegende bei.